# Javljen
Javljen (cyr. Јављен) – wieś w Czarnogórze, w gminie Nikšić. W 2011 roku liczyła 70 mieszkańców.